# عقل بلا جسد
عقل بلا جسد مجموعة قصصية يربطها خيط واحد هو صديقان .. أحدهما امتلك العضلات والقوة الجسدية. بينما لم يمتلك الآخر إلا العقل .. العقل العبقري القادر على أن يحل أعقد المشاكل في دقائق.
عصام فتحي” أستاذ الرياضيات حبيس الكرسي المتحرك ..ومجموعة من الألغاز الرقمية المحيرة التي يحلها دومًا. مبرهنا على انه جدير بلقب “رجل الأرقام”.بعض هذه الألغاز يتعلق بجرائم مخيفة.